# Zwarte Knechten
Zwarte Knechten is de voormalige benaming voor een gedeelte van de binnenstad van de Nederlandse stad Utrecht. De grenzen van de wijk bevatte de hele westzijde van de Oudegracht, ongeveer vanaf de Zadelstraat (inclusief Buurkerk) tot het Ledig Erf.

## Oorsprong
In 1572 werd de stad verdeeld in vier kwartieren. Er werden toen ook schuttersvendels opgericht waarmee de Utrechtse gildes van hun plicht om de stadsmuur te bewaken werden ontheven. Een jaar later werden de vier kwartieren opgesplitst in acht wijken. De wijk Zwarte Knechten werd toen opgedeeld in Zwarte Knechten en Pekstokken. De grens kwam ongeveer te liggen bij het huidige buurthuis In de 3 Krone.

## Wijk E
Na de annexatie door het Franse Keizerrijk in 1811 werden de wijken vanwege de problematische uitspraak van de oude wijknamen voor de Franse bezetter hernoemd. De wijken kregen een letter die liep van A tot en met H. De wijk Zwarte Knechten wordt omgedoopt in Wijk E.

## Herinneringen
Veel namen van huizen aan de westzijde van dat stuk van de Oudegracht herinneren nog aan de oorspronkelijke naam van de wijk.
- Oudegracht 176 = Groot Swartsenborch
- Oudegracht 178 = Klein Swartsenborch
- Oudegracht 209 = De Swarte Leeuw
- Oudegracht 246 = De Swarte wittebroodeter
- Oudegracht 299 = De Swarte Olifant
- Oudegracht 301 = De swarte Doodskist
- Oudegracht 399 = De swarte haan

## Naamgeving
Het wordt aangenomen dat de wijknamen genoemd werden naar de hoofdmannen die werden aangesteld door en uit de jongste leden van het vroedschap. Op de plek van het Aboriginals Museum stonden al in 1599 de huizen Groot en klein Swartsenborch. Hierin woonde in 1634 Andries van Wyck. Hij was al op jonge leeftijd lid van het vroedschap en zal dan ook een van de hoofdmannen geweest zijn. Hoewel er geen documenten zijn die dit kunnen bewijzen of tegengaan is het aannemelijk dat het huis Swartzenberg de naamgever was van deze wijk. 